# Hacienda de Macul

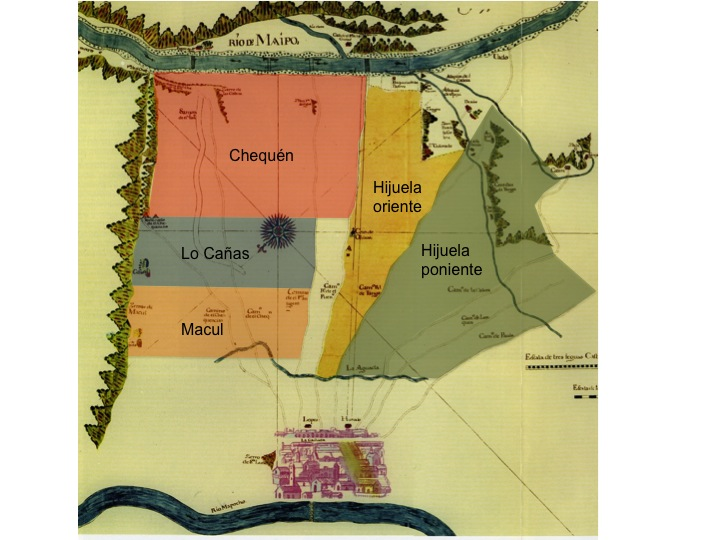
Esquema del Llano del Maipo y tierras de Macul, Lo Cañas y Chequén. En rojo se destaca la hacienda del Chequén o Peral (actual comuna de Puente Alto) de la Compañía de Jesús, en plomo la Hacienda de Lo Cañas, en naranja la Hacienda de Macul, y en amarillo y verde hijuelas oriente y poniente de las Tierras de Lepe o Llano del Maipo. Orientación geográfica: a mano izquierda del plano el oriente y a mano derecha el poniente.

La hacienda de Macul fue una enorme extensión de terreno ubicada al suroriente de Santiago de Chile (Chile) y originalmente propiedad de don Juan Jufré y Montesa.

## Ubicación
Sus límites exactos eran: al oriente la cordillera de los Andes, al poniente el camino real del Puente Antiguo del Maipo (actual avenida Vicuña Mackenna), al sur la hacienda de lo Cañas y al norte la hacienda de lo Hermida (ver detalles en Historia de la hacienda de lo Hermida). En las mensuras de Ginés de Lillo se le denomina tierras de Macul.

## Origen
Macul se inició como un mitimae incaico, con personas desplazadas desde Macul, una localidad ecuatoriana donde Hernando Armedo era encomendero después de 1534. El Tambo de Macul se encontraba a cargo del cacique Martín. Una encomienda de los indios de Macul fue concedida a Juan Jufré y Montesa a partir de 1541. Entre enero y febrero del año 1552 el Cabildo de Santiago decidió forzar el reasentamiento del Tambo de Macul hasta el río Maipo en un antiguo asentamiento de mitimaes que se encontraba despoblado.Las fértiles tierras de Macul estaban regadas con una acequia proveniente de la quebrada de Rabon y otra proveniente del río Mapocho. Tanto las acequias como el Tambo habrían sido parte de las obras realizadas por los mitimaes incaicos. Los canales de riego y acequias fueron construidas 100 o 120 años antes del arribo de los españoles a Chile. Los deslindes de estas tierras se basaron principalmente en base a las acequias, estos límites o distritos de irrigación se mantendrían posteriormente en documentos de compraventa, herencia u otros durante décadas e incluso siglos.
Las tierras denominadas "Macul" ocupadas por los españoles fueron posteriormente regularizadas y entregadas como merced por el Cabildo de Santiagoy entregadas a conquistadores y personas cercanas al gobernador.
El cacique Martin tenía derecho a 200 varas de cabezada y 400 de largo, al fallecer las tierras fueron heredadas por su esposa Barbola de Oropesa y por su hija Constanza. Para 1603 solo habitaban el pueblo de Macul solo tres o cuatro indios más la viuda e hija del Cacique. Tras el pleito con Luis Jufré se les asignó un terreno de tres cuadras de frente por seis de largo.
En 1546 se le otorgaron dos chacras de tierra a Juan Jufré denominadas "Ñuñoa" y "Macul".
En 1546 se otorga merced a Francisco de Aguirre entre las tierras de Juan Fernández de Alderete (Tobalaba) y Juan Jufré (Ñuñoa). Las tierras de Francisco de Aguirre pasaron a su hija Constanza Meneses y Aguirre, quien se casó con Juan Jufré reuniendo así ambas propiedades.
El 10 de febrero de 1546 se dio merced de tierras a Jerónimo de Alderete y a Juan de Alderete de 50 varas cada uno, deslindando con la acequia de Apochame y a Juan de Carmona de le concedió otras 100 varas. Estas tierras habían sido del cacique Longomanico.
El 4 de marzo de 1546 Juan Hurbano solicitó al Cabildo una chacra en lo del cacique Martín que lindaban con una cabezadas de 88 varas con las tierras de Jufré y por otra parte con las de Lorenzo Núñez, cerca de los paredones de Francisco de Villagra.
El 12 de marzo de 1546 Juan de Cabrera había recibido una chacra de 100 varas de cabezada que limitaba con Francisco Bladillo por una parte y con Lope de Landa por la otra. En esta misma fecha se otorgó merced a Juan Dávalos Jufré quien debía compartir las aguas de la acequia con Francisco de Villagra esta propiedad lindaba por el poniente con el pueblo del cacique Alongomanico y la otra con la propiedad del cacique Martin.
El 29 de marzo de 1546 Pedro de Valdivia y el Cabildo de Santiago le otorgan merced a Francisco de Villagra un terreno de 164 varas de cabezada (frente) y de largo hasta el pueblo o tambo de Macul. Colindando colindando por la parte de arriba con las tierras de Juan Jufré y Alonso de Surbano. Limitando por abajo con las tierras de Lorenzo Núñez, Diego Núñez y Maese Berna y otros. Y además con las tierras de Juan Dávalos Jufré y Gaspar de Villarroel.
El 11 de octubre de 1546 recibió merced Juan Álvarez Portugués, con 60 varas de cabezada, que lindaba con las tierras de Juan Cabrera y Francisco Bladillo.
El 4 de enero de 1547 se concedió merced de una chacra de tierras al general Luis Jufré, de 200 varas de cabezada (frente) por 400 varas de ancho. Estas tierras de Jufré deslindaban con las de Tobalaba de Juan Barros. Estas tierras habían pertenecido anteriormente al cacique Longomanico (o Alonso Manico).
El 14 de febrero de 1582 Juan Ortiz de Cárdenas solicita una merced de tierras que deslindaba con las de Luis Jufré y con las chacra de Tobalaba de Juan Barros, de veinte cuadras de ancho y de largo hasta Macul. Parte de estas tierras fueron vendidas por Juan Ortiz de Cárdenas a Baltasar Calderón el 15 de noviembre de 1602. Estas tierras deslindaban por el norte con las tierras de Gaspar Hernández que habían sido del padre Gabriel de Sifontes y hacia abajo (el oeste) con Juan de Loaisa Jufré y del general Luis Jufré. Otra parte de esta chacra fue vendida posteriormente por Beatriz de Escobar, viuda de Juan de Losada y heredera de Juan Ortiz de Cárdenas a Francisca de Gaete, viuda de Luis Jufré el 2 de octubre de 1615.
El 23 de octubre de 1600 Luis Jufé de Loaiza obtiene una merced del Gobernador Alonso García de Ramón en el principal del pueblo de Macul. Esta merced estaba condicionada a ser restituida en caso de volver los indios de Macul. Esta merced fue conformada por el Gobernador Alonso de Ribera el 16 de octubre de 1601.Vale indicar que se encontraba pendiente un litigio de estas tierras por parte de Barbola de Oropesa, viuda del cacique Martin.
El 13 de febrero de 1614 se genera un litigio por las tierras vendidas por Juan Ortiz de Cárdenas a Baltasar Calderón. Este litigio lo llevó Ana de Oliva viuda de Calderón contra Diego Jaraquemada y Francisca de Gaete.
Juan Jufé adquirió la tierras de Francisco de Villagra, de Juan Surbano, de Gonzalo Gil, de Juan de Cabrera, de Francisco Badillo, de Juan Álvarez, de Gonzalo de Morales, de Juan Pinel, de Maese Bernal, es decir, de casi todas las tierras del actual sector de Ñuñoa.
Todas las propiedades acumuladas en vida por Juan Jufré que pertenecían a los caciques principales de sus encomiendas y que eran nombrados Ñuñoa y Macul, fueron reconocidos por Rodrigo de Quiroga.
Junto con las tierras adyacentes por el sur denominadas del Arrayán o Hacienda del Chequén. Don Juan Jufré y Montesa unificó estas dos haciendas o chacras, siendo heredadas como un todo por su hijo don Luis Jufré de Loayza y Meneses de Aguirre. Al fallecer Juan Jufré estas tierras fueron repartidas entre su esposa Constanza Meneses y sus hijos.
Rodrigo Jufré, hijo natural de Juan Jufré también adquirió tierras por compras a Pedro Escobar y a Cándida Jufré, quien también era hija de Juan Jufré. Esta propiedad tenía 130 varas de cabezada.
Don Diego de Jaraquemada y Solorzano adquirió estas tierras de los herederos de don Luis Jufré de Loayza en 1615.  Luego don José Antonio Zapata y su esposa María Josefa Morales de la Cámara adquirieron la fracción norte de las tierras de Macul -la que adquiere desde entonces el nombre de hacienda de Macul- a los herederos de don Diego de Jaraquemada, esposo de María Jufré de Loaiza. Sus hijos, entre ellos  Agustín Jara vendieron a María Josefa de Morales, esposa de José Antonio Zapata en 1743. Agustín Jara conservó la encomienda de indios del pueblo de Macul.Diego Jaraquemada era encomendero en el Maule y había trasladado parte de esos indios al pueblo de Macul.
Su hijo el presbítero Diego Zapata Morales de la Cámara enajenó la hacienda de Macul en 1772 a don José de Ureta y Mena. Luego del fallecimiento de don José de Ureta sin dejar descendencia, estas tierras fueron adquiridas cerca de 1785 por don Nicolás José Gandarillas y Romero.
En 1743 en Macul existía una viña con más de cuatro mil plantas. Esta era propiedad de los Jesuitas y se ubicaba junto al Convento de San Agustín. Esta propiedad arrendada a Pascual Pérez que debió plantar las vides, 200 plantas de olivo, 100 almendros, 25 manzanos y 25 duraznos.
El pueblo de Macul logró sobrevivir hasta el siglo 18, para el año 1708 el presidente Francisco Ibáñez de Peralta entregó la encomienda de indios de este pueblo en tercera vida a Diego de Jaraquemada. El presidente Antonio de Benavidez ordenó reducir los pueblos de indios de Talagante, Lampa, Carrizal y Macul a un solo pueblo y adjudicar las tierras a vecinos españoles. Esta orden se reiteró en 1785 y 1797.

## Tierras y origen de la Viña Cousiño
Para 1831 Macul se encontraba dividido en "Macul Alto" y Macul Bajo".
Los descendientes de Don Nicolás José Gandarillas y Romero y doña María Rita Aránguiz Mendieta subdividieron la hacienda de Macul en varias hijuelas (Alto, Lomas, Casas, Bajos, etc.) que se adjudicaron por sorteo en 1830. La hijuela de las Casas y la hijuela del Alto fueron adquiridas por don Juan Francisco Larraín y Rojas que había contraído matrimonio con doña Mercedes Gandarillas y Aránguiz. Doña Mercedes legó estas dos hijuelas a su hijo don Francisco de Borja Larraín Gandarillas, quien luego las vendió en 1868 a don Emeterio Ariztía con el nombre de chacra de Macul. La chacra o fundo de Macul sale a remate por deudas de los herederos de don Emeterio Ariztía y es adquirido en 1869 por don Luis Cousiño (Notarios Santiago 1869). Debe destacarse este último punto, pues en muchos documentos se menciona erradamente que la compra de Macul fue realizada por don Matías Cousiño, padre de don Luis. Este último fue quien introdujo en el país la industria vitivinícola fundando en sus tierras recién adquiridas la Viña Cousiño Macul.
Entre las principales propiedades rurales de la comuna de Ñuñoa entre los años 1896 y 1897 se encuentra la de Macul perteneciente a Isidora Goyenechea de Cousiño ubicada en Macul Alto, por su parte en Macul Bajo figuran como propietarios Honoria Gandarillas, Dolores Gandarillas, María de la Luz Gandarillas y Perpetua Gandarillas; las Lomas de Macul Julia Gandarillas, Manuela Gandarillas, Luis José Gandarillas, y Santa Rita de Macul de propiedad de Diego Echeverría Recabarren.